# Апелативен съд
Апелативният съд е вид съд – правораздавателен орган на съдебната власт.
Той е винаги втора въззивна инстанция. Пред него се обжалват решенията на окръжния съд по граждански и наказателни дела, когато окръжният съд е действал като първа инстанции.
Апелативният съд се състои от граждански, търговски и наказателни отделения. Ръководи и контролира дейността на окръжните съдилища от своя съдебен район. Заседава в състав от 3 съдии, освен ако в закон е предвидено друго.
Председателят на апелативния съд осъществява общо организационно и административно ръководство на апелативния съд и представлява апелативния съд.
Апелативните съдилища в Република България са 5 на брой. Намират се в Бургас, Варна, Велико Търново, Пловдив и София.